# Entkopplung (Energiepolitik)
Als Entkopplung (englisch "decoupling") wird in der Energiepolitik die Entflechtung der verkauften Menge an Energie von den Gewinnen der Energieversorgungsunternehmen durch den Gesetzgeber bezeichnet. Sie ist ein Instrument zur Förderung der Energieeffizienz, weil höhere finanzielle Gewinne nicht durch den Verkauf einer größeren Energiemenge erreicht werden können.

## Grundlagen und Prinzip
Im herkömmlichen gesetzgeberischen Rahmen nehmen die Energieversorger entsprechend ihren Energieverkäufen Geld ein. Je höher die verkaufte Energiemenge, desto höher sind die Einkünfte als auch der Gewinn bei einem vorgegebenen Verkaufspreis und einer bestimmten Marge. In einem entkoppelten System hingegen dürfen die Energieversorgungsunternehmen den Verkaufspreis erhöhen, wenn die benötigte Energiemenge sinkt. Damit bekommt das Energieversorgungsunternehmen ein finanzielles Interesse, den Energieverbrauch beispielsweise durch Effizienzmaßnahmen zu senken. Die Konsumenten bezahlen als Gruppe trotz höherer Preise nicht mehr für die benötigte Energie, weil sie insgesamt weniger Energie konsumieren.